# Большие Шувары
Большие Шувары (сев.-зап. мар. Шуармаре) — деревня в Знаменском сельском поселении Яранского района Кировской области.

## Расположение
Расположена на речке Шуварке, притоке реки Ярань.

## История
Поселение северо-западных марийцев. Первоначально входило в состав Кугушергской волости ясачных черемисов—старокрещен, а в XIX—начале XX века — Малошалайской волости Яранского уезда Вятской губернии.

## Население
| 2010 |
| ---- |
| 19   |